# 特美事

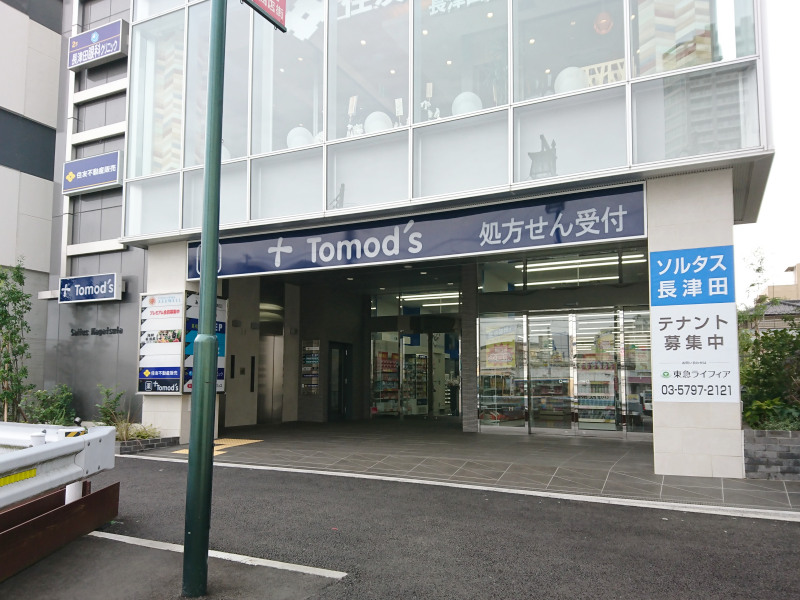
特美事長津田店

株式會社特美事（日语：株式会社トモズ）是日本一家藥妝連鎖店，主要在首都圈開店，是住友商事子公司。特美事成立於1993年，並在1994年開設第一家店鋪。2012年3月，特美事和三商企業合資成立台灣分公司——三友藥妝，並於微風廣場附近開設首間店鋪。

## 外部連結
- 株式会社トモズ
- INCLOVER （页面存档备份，存于）